# Vinicio Verza
Vinicio Verza (ur. 1 listopada 1957 w Boara Pisani) – włoski piłkarz, grający na pozycji pomocnika. Grał w koszulce Juventusu z numerem 10.

## Kariera piłkarska

### Kariera klubowa
Wychowanek klubu Lanerossi Vicenza, w barwach którego w 1976 rozpoczął karierę piłkarską. W latach 1977–1981 bronił barw Juventusu, z którym dwukrotnie zdobył mistrzostwo Włoch. Potem przeszedł do Ceseny. Od 1982 do 1985 był zawodnikiem Milanu, a następnie przeniósł się do Verony. W sezonie 1988/89 grał w Como. Potem występował w Arzignano. W 1991 został piłkarzem Treviso, w którym po roku zakończył karierę piłkarską.

### Kariera reprezentacyjna
Rozegrał pięć meczów w młodzieżowej reprezentacji Włoch U-23.

## Sukcesy i odznaczenia

### Sukcesy klubowe
Lanerossi Vicenza
- mistrz Serie B: 1976/77

Juventus
- mistrz Włoch: 1977/78, 1980/81
- zdobywca Pucharu Włoch: 1978/79

Milan
- mistrz Serie B: 1982/83